# Steenbek (Buckener Au)
Die Steenbek ist ein rechter Nebenfluss der Buckener Au in Schleswig-Holstein. Der Fluss hat eine Länge von ca. 2,6 km. Sie entspringt im Ortsteil Homfeld der Gemeinde Aukrug und mündet weiter nördlich in die Buckener Au. Der Oberlauf wird für mehrere Fischteiche gestaut, der Unterlauf wurde im Rahmen der Flurbereinigung in vielen Abschnitten begradigt oder verrohrt.